# Ítrabo
Ítrabo és un municipi andalús de la província de Granada, amb una superfície de 19,08 km², que l'any 2006 tenia 1.117 habitants.